# Tajamo Chouhada al-Charkiya
Tajamo Chouhada al-Charkiya (arabe : تجمع شهداء الشرقية, le « Rassemblement des martyrs de l'Est »), puis Liwa Chouhada al-Charkiya (arabe : تجمع شهداء الشرقية, la « brigade des martyrs de l'Est ») est un groupe rebelle de la guerre civile syrienne.

## Histoire
Tajamo Chouhada al-Charkiya serait devenu indépendant en 2018. Il est initialement une sous-faction d'Ahrar al-Charkiya appelée la katibat al-Hamza. Cependant après avoir lancé une attaque contre l'armée syrienne au sud d'al-Bab en juillet 2018, Ahrar al-Charkiya annonce bannir le groupe pour « violation des ordres de commandement et agissements individuels ».
Dirigé par Abou Khawla, Tajamo Chouhada al-Charkiya s'agrandit en septembre et début octobre 2018 par le ralliement de trois petites factions. Il compte alors 200 hommes. Cependant le 27 octobre 2018, probablement à la suite de pression turques, Abou Khawla annonce la dissolution du groupe. Cependant cette dissolution ne semble avoir réellement eu lieu.
Les 17 et 18 novembre 2018, des combats éclatent à Afrine entre plusieurs groupes rebelles et le Tajamo Chouhada al-Charkiya, accusé selon l'Observatoire syrien des droits de l'homme (OSDH) de ne pas respecter « les décisions des forces turques » et « de multiples abus ». Selon l'OSDH, les combats font au moins 32 morts, dont 14 du côté de Tajamo Chouhada al-Charkiya,,,,. Des immeubles sont également détruits par des tirs d'armes lourdes. L'intervention de Jaych al-Charkiya aurait cependant facilité la conclusion d'un accord, permettant l'évacuation des hommes de Tajamo Chouhada al-Charkiya vers le gouvernorat d'Idlib.
Le groupe se renomme alors le Liwa Chouhada al-Charkiya et participe aux combats de l'offensive d'Idlib. Le 16 mai 2019, sa page Facebook officielle change sa photo de profil par le logo de Jaych al-Ezzah. Jaych al-Ezzah dément cependant avoir intégré Tajamo Chouhada al-Charkiya parmi ses forces. Peu après, Abou Khawla réapparaît au nord d'Alep pour recruter des combattants. Il est lors arrêté le 27 mai 2019 par la police militaire soutenue par la Turquie, entre Azaz et Afrine. Quelques affrontements éclatent alors entre Ahrar al-Charkiya d'un côté et la police militaire et des groupes rebelles de l'autre.